# Sit (Rybinsker Stausee)
Der Sit (russisch Сить) ist ein Zufluss des Rybinsker Stausees in den russischen Oblasten Twer und Jaroslawl.
Der Sit entspringt im Beschezki Werch in der Oblast Twer. Er fließt anfangs in östlicher Richtung in die Oblast Jaroslawl. Später wendet er sich nach Norden und mündet schließlich am Südwestufer des Rybinsker Stausees. 
Der Sit hat eine Länge von 159 km. Er entwässert ein Areal von 1900 km². Der Fluss wird überwiegend von der Schneeschmelze gespeist. 19 km oberhalb der Mündung beträgt der mittlere Abfluss 13,4 m³/s. Zwischen November und der ersten Dezemberhälfte gefriert der Fluss und bleibt bis April eisbedeckt.
Bis zur Errichtung des Rybinsker Stausees war der Sit ein rechter Nebenfluss der Mologa.